# Монголжины
Монголжи́ны, монголджи́ны, монголчи́ны (монг. Монголжин) — один из старинных монгольских родов. Потомки этого древнего монгольского рода в настоящее время проживают на территории провинции КНР Ляонин, Внутренней Монголии, а также в самой Монголии.

## История
«Сокровенное сказание монголов» гласит, что предок Чингисхана Борчжигидай-Мэргэн был женат на Монголчжин-гоа, представительнице рода монголжин. Суффикс –жин женского рода. Возможно, что этот суффикс указывает на период главенства материнского рода. Согласно исследованиям учёных, Борчжигидай-Мэргэн жил в X в.
Монголжины упоминаются в источниках, описывающих события XV—XVII вв. Монголжины в XV — начале XVII вв. находились в составе западного тумена Восточной Монголии и ими управлял четвёртый сын Батумунху Даян-хана — Алчуболд. Затем они были отданы внуку Батумунху Даян-хана — Алтану и вошли в состав тумэтов. В XVII — начале XX вв. монголжины именовались западным хошуном тумэтов Зостинского сейма Внутренней Монголии. Известно, что монголжины жили также в Ордосе и входили в состав коренных маньчжурских знамён в районе Мукдэна.

### Упоминания о монголджинах в «Алтан Тобчи»
В монгольской летописи «Алтан Тобчи» упоминается монголджин Мункэ. Известно, что Тогон, ойратский тайши, предпринимал активные попытки реставрации Монгольской империи под знаменем рода Чорос, начатые его отцом Махаму. Перед смертью Тогон наказал сыну, Эсэн-тайши, лишить жизни монголджина Мункэ. «По слову своего отца [сын его] убил монголджинского Мункэ. Вот как, говорят, была захвачена ойратами вся держава монголов. После того Эсэн-тайши сел ханом». Эсэн-тайши являлся великим ханом Монгольской империи в 1453—1454 гг. Упоминаемый в «Алтан Тобчи» Мункэ, вероятно, Баян-Мункэ-джинонг, отец Бату-Мункэ — будущего Даян-хана.
В дальнейшем монголджины упоминаются как противники Даян-хана, впервые со времён Юаньской династии объединившего монголов под знаменем чингизидов. В «Алтан тобчи» описан военный поход Даян-хана на монголджинов. Войска монголджинов, прознавшие о наступлении, выступили навстречу и встретились с войсками Даян-хана на реке Тургэн. На стороне монголджинов упоминается далатский багатур Угурхэй. Несмотря на то, что первая атака, организованная Угурхэем, вызвала растерянность в войсках Даян-хана, монголджины в том бою потерпели поражение.
Позже монголджины Сайн Толугэгэн, сын Тубшина, и Дзанги Тэмур Аглаху упоминаются уже как воины Даян-хана, участвовавшие в походе на Бэхирсэн-тайши, правителя монголоязычных уйгуров, происходившего из племени мекрит. Догуланг-гунчжи, дочь Даян-хана и Мандухай-хатун, была замужем за монголджином Хошой-табунангом. Кроме этого, в числе послов, прибывших к Даян-хану от трёх западных тумэнов упоминается Онгхурахуй, сын монголджинского Олдзэйту.

## Современность
В настоящее время монголжины проживают в составе тумэтов на территории городского округа Фусинь провинции Ляонин КНР. Большую часть территории Фусиня занимает Фусинь-Монгольский автономный уезд. Монголжины также входят в состав монголов Внутренней Монголии.
В Монголии носители родового имени Монголжин проживают в Улан-Баторе и аймаках Сэлэнгэ, Дархан-Уул, Уверхангай, Булган, Орхон и др.